# Luigi Barzini (1874-1947)
Pour les articles homonymes, voir Luigi Barzini.
Luigi Barzini, Sr (7 février 1874 – le 6 septembre 1947) était un italien, journaliste, correspondant de guerre et homme politique.

## Carrière
Né à Orvieto, Barzini a commencé sa carrière de journaliste en 1898, au service de magazines et a été presque immédiatement remarqué et engagé par Luigi Albertini, directeur du Corriere della Sera, le plus prestigieux journal italien. En 1900, il est envoyé comme correspondant de guerre couvrir la dynastie Qing en Chine, où il a suivi la révolte des Boxers, et s'est distingué pour sa capacité à obtenir des informations de première main. Au cours de la guerre russo-japonaise de 1904-1905, il a été incorporé au sein de l'Armée impériale japonaise, et a couvert ses campagnes en Mandchourie.

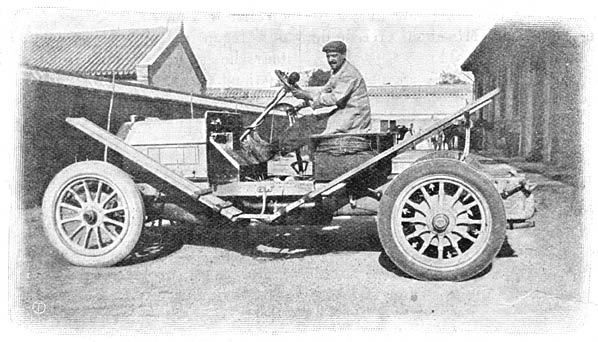
L' Itala, qui a remporté en 1907 le raid de Pékin à Paris

En tant que journaliste du Corriere della sera, en 1907, il a accompagné le prince Scipion Borghèse , dans le célèbre raid automobile Pékin-Paris, après un voyage de deux mois dans une voiture Itala  à travers la Chine et la Sibérie, dans les régions où les gens n'avaient jamais vu une voiture avant. De cette aventure, il a laissé une merveilleuse mémoire, remplie avec des centaines de photographies, dans son livre de Pékin à Paris, qui a été publié en 1908 dans onze langues différentes.
Au cours de la Première Guerre mondiale, Barzini a été le correspondant officiel auprès de l'Armée italienne. Dans les années 1920, il a dirigé le journal italo-Américain Corriere d'America de 1923 à 1931. De retour en Italie, il a été directeur du  journal Il Mattino.
Barzini avait des idées pro-fasciste ce qui l'a amené à signer le Manifeste des intellectuels fascistes en 1925, et avoir accès aux plus hauts cercles politiques du régime fasciste. Il a été nommé sénateur en 1934. Il a siégé à la Commission des Forces Armées (17 avril 1939 – 11 février 1941), la Commission des Affaires étrangères, du Commerce et de la législation Douanière (31 décembre 1941 – 12 février 1943) (16 juin au 5 août 1943), de la Commission des Affaires de l'italien de l'Afrique (15 avril 1942 – 16 juin 1943) et de la Commission des Finances du 12 février au 16 juin 1943). Pendant ce temps, il a continué à travailler en tant que correspondant pour le journal fasciste Il Popolo d'Italia, couvrant la guerre civile espagnole et de l'invasion russe. Il a continué à collaborer avec Mussolini dans la République sociale italienne, après que l'Italie ait changé de camp pour les Alliés, une période au cours de laquelle il prit la tête de l'agence de presse nationale, l'Agence Stefani.

## Famille
Barzini meurt dans le dénuement à Milan en 1947. Son fils, Luigi Barzini, Jr, était aussi un journaliste et écrivain.

## Œuvres
- Nell'estremo oriente. Milano, Libreria Éditrice Nazionale, 1904
- Il Giappone dans armi. Milano, Libreria Éditrice Lombarda, 1906
- Guerra Russo-Giapponese. La battaglia di Mukden, 1907
- La metà del mondo vista da onu automobile – da les gens de beijing a Parigi dans 60 giorni prima edizione. Milano, Ulrico Hoepli Editore, 1908
- Scène della grande guerra, 1915
- Al Fronte, 1915
- La guerra d'Italia. Sui monti, nel cielo e nel mare, 1916
- La guerra d'Italia. Dal Trentin al Carso, 1917
- Impressioni boreali, 1921
- Dall'impero del Mikado all'impero dello Zar, 1935
- Sotto la tenda, 1935
- L'impero del lavoro forzato², Ulrico Hoepli Editore, 1938
- Evasione in Mongolia, 1939
- Wu Wang ed altre genti, 1941

## Prix
- Commandeur de l'Ordre de la Couronne d'Italie, le 17 février 1924
- Grand Officier de l'Ordre de la Couronne d'Italie, le 16 avril 1925
- Grand Officier de l'Ordre Colonial de l'Étoile de l'Italie
- Chevalier de la Légion d'Honneur (France)[Quand ?]
- Croce di Guerra